# NGC 3075
NGC 3075 (również PGC 28833 lub UGC 5360) – galaktyka spiralna (Sc), znajdująca się w gwiazdozbiorze Lwa. Odkrył ją John Herschel 18 marca 1836 roku.
W galaktyce tej zaobserwowano supernową SN 1998W.